# Giuseppe Demaldè
Giuseppe Demaldè, né à Busseto le 31 décembre 1795 et mort dans la même ville le 11 juin 1869, est le premier biographe de Giuseppe Verdi.

## Biographie
Giuseppe Demaldè, dit Finola ou Finone, « l'homme au monde le mieux informé sur Verdi » naît à Busseto le 31 décembre 1795 de Giovanni Demaldè et Agata Carrara dans une famille aisée de propriétaires terriens introduits à la cour du duché de Parme. Son passeport le décrit à l'âge de 46 ans comme de stature moyenne, les cheveux gris, la barbe noire, les yeux marron, le front haut, la bouche large, le visage long, le teint mat, mutilé de la jambe gauche. Sa fille, Caterina Demaldè, est l'épouse d'Angiolo Carrara, notaire de Giuseppe Verdi et son petit-fils, Alberto Carrara, le mari de Filomena Maria Verdi-Carrara, cousine, fille adoptive et légataire universelle du compositeur. Il est également le cousin d'Antonio Barezzi, beau-père et protecteur de Verdi.
Musicien lui-même, il occupe les fonctions de secrétaire de la philharmonie de Busseto où il joue également de la contrebasse depuis 1815. Trésorier du Monte di Pietà e d'Abbondanza de Busseto, il fait obtenir à Verdi, « figlio del Monte », la bourse nécessaire à ses études à Milan et soutient sa candidature au poste de maître de musique à Busseto. Dans les années 1840-1850, certainement guidé par le compositeur lui-même, il rédige une biographie manuscrite, les Cenni biografici del maestro di musica Giuseppe Verdi, « d'une valeur inestimable ». Il meurt à Busseto le 11 juin 1869.